# Iker Rioja Andueza
Iker Rioja Andueza (Vitoria, 1987) es un periodista y escritor español.

## Biografía
Natural de Vitoria, estudió Periodismo en la Universidad del País Vasco. Ha trabajado como periodista para las ediciones del País Vasco de periódicos como El Mundo y elDiario.es. Dentro de la redacción de estos periódicos, se ha centrado en la corrupción, con una amplia cobertura del caso De Miguel. A raíz de este trabajo, ha publicado los libros Dentro de lo normal: la corrupción vasca (2017) y El padrino: anatomía del 'caso De Miguel' (2019). Imparte clase en la Universidad de Deusto.